# Ignatius Menezes
Ignatius Menezes (* 3. Januar 1936 in Agra) ist emeritierter Bischof von Ajmer.

## Leben
Ignatius Menezes empfing am 14. April 1963 die Priesterweihe. Johannes Paul II. ernannte ihn am 15. November 1978 zum Bischof von Ajmer und Jaipur.
Der Altbischof von Ajmer und Jaipur, Leo D’Mello, weihte ihn am 17. Februar des nächsten Jahres zum Bischof; Mitkonsekratoren waren Cecil DeSa, Bischof von Lucknow, und Patrick Paul D’Souza, Bischof von Varanasi.
Am 3. November 2012 nahm Benedikt XVI. das von Ignatius Menezes aus Altersgründen vorgebrachte Rücktrittsgesuch an. Der Papst ernannte ihn am 31. Januar 2013 zum Apostolischen Administrator von Allahabad.